# Theater Stok

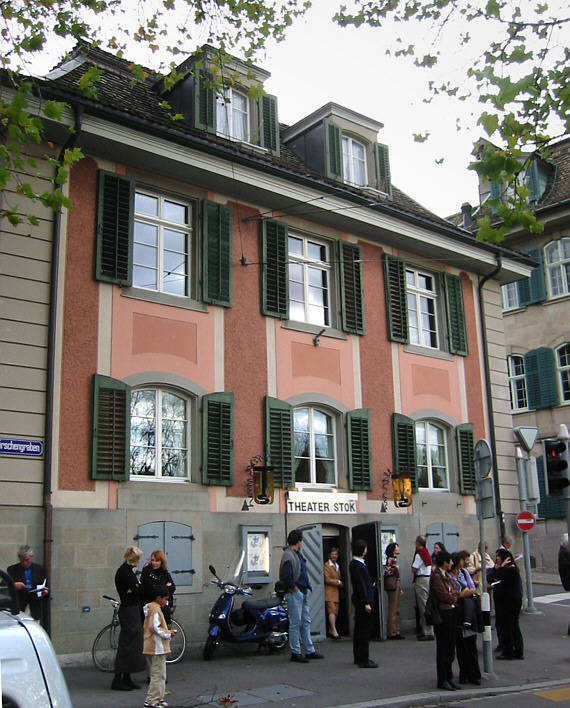
Das «Haus zum Krönli» am Hirschengraben 42 in einer Theaterpause

Das Theater Stok (Eigenschreibweise Theater STOK) ist ein eigenständig geführtes Kleintheater im «Haus zum Krönli» am Hirschengraben 42 in der Stadt Zürich. Der ganzjährige Spielplan besteht aus Eigenproduktionen und Gastspielen.
Der Name Stok entsprach ursprünglich dem Familiennamen des Gründers Zbigniew Stok. Heute steht STOK dafür, dass Solisten (S), Tätige (T), Originale (O) und Konsequente (K) im Theater STOK Raum finden.

## Lokalität

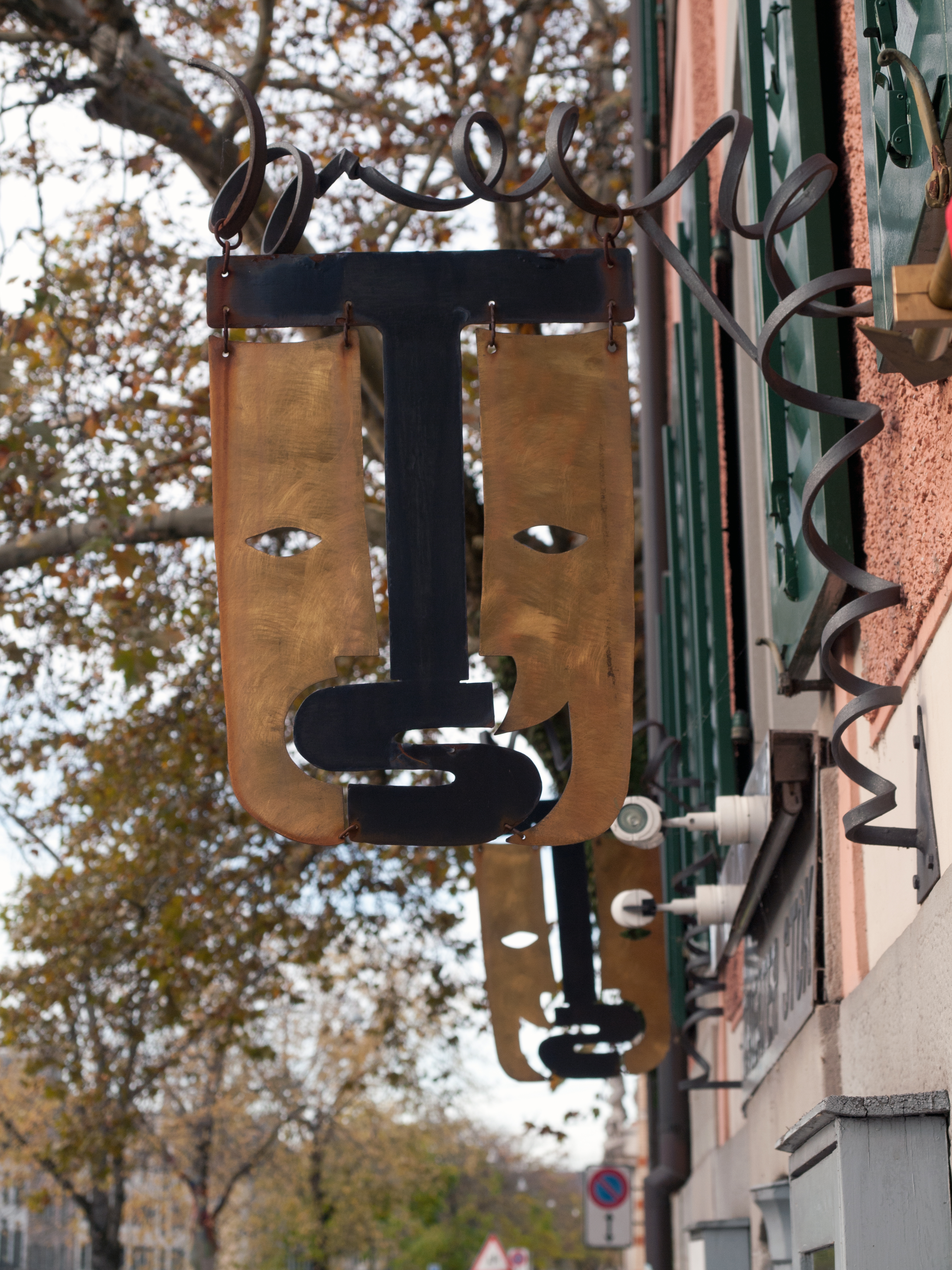
Das Schild am Eingang des Theaters Stok

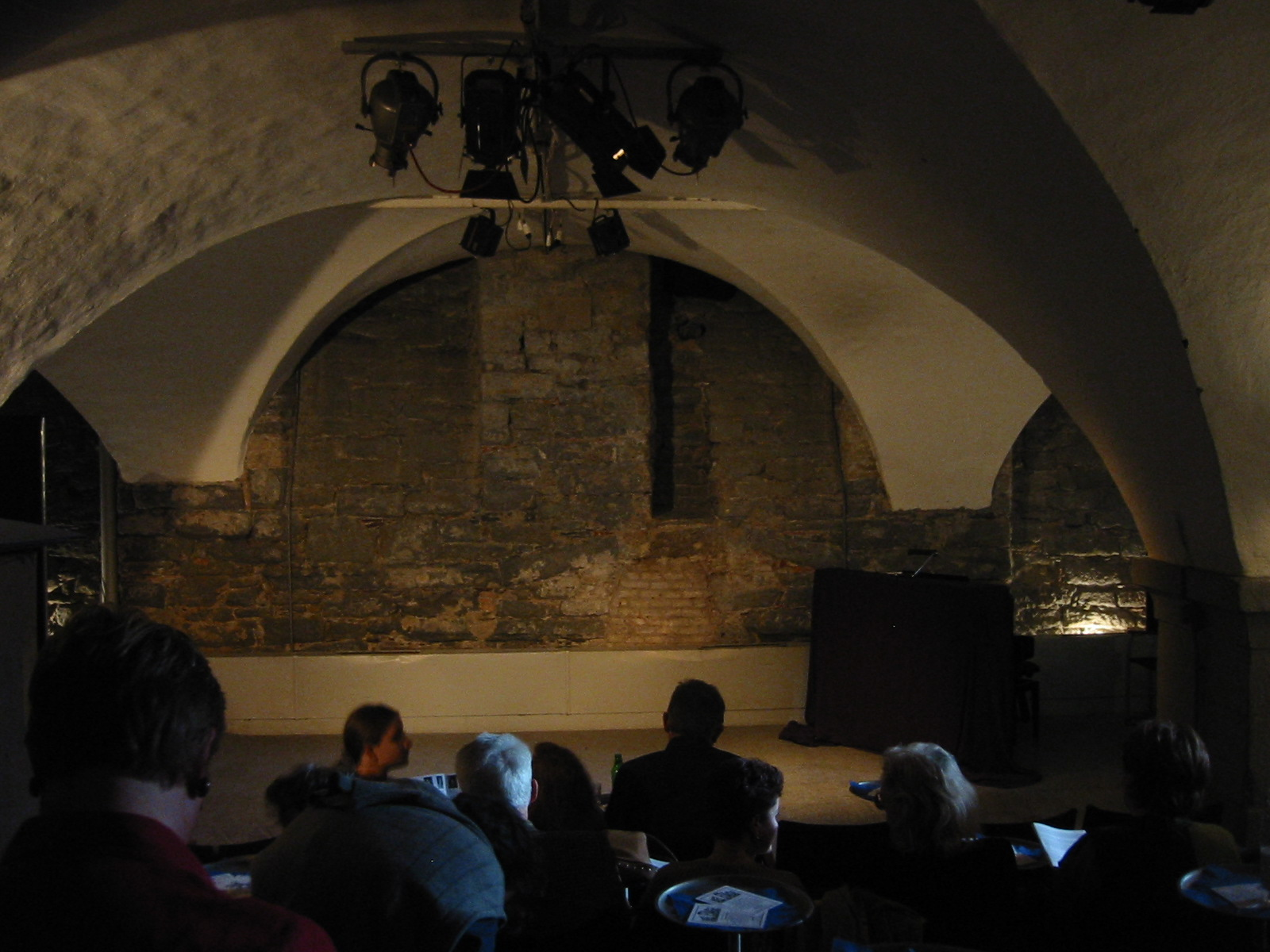
Innenansicht des Theaters Stok, 2002

Das Theater ist im ehemaligen Weinkeller des 1739 für Hans Conrad Escher-Pestalozzi erbauten Hauses untergebracht, auch «Haus zum Krönli» genannt. Der Name bezieht sich auf das gegenüberliegende Haus «zum Kronentor», das bis 1828 an das Neumarkttor angebaut war. Das Haus steht als Kulturgut von regionaler Bedeutung unter Denkmalschutz. Die Spielfläche beträgt 4 auf 6 Meter und der Zuschauerraum bietet je nach Bestuhlung 60 bis 80 Zuschauern Platz. Das Inventar ist beweglich und kann den jeweiligen Bedürfnissen angepasst werden. Es gibt keine klassische Bühne mit Vorhang; als Spielfläche dient ein erhöhtes Podest, das von drei Seiten frei einsehbar ist.

## Geschichte
Das Theater wurde 1970 als Zbigniew Stok's Kammertheater gegründet. Der erste Spielort war der «Beat-Raum» der Studenten der ETH Zürich an der Leonhardstrasse 25a. Der Raum musste jeweils für jede Vorstellung neu eingerichtet werden. Fester Spielort ist seit Oktober 1971 am Hirschengraben 42. Seit 1972 führte Zbigniew Stok bis zu seinem Tod 1990 das Theater zusammen mit Erica Hänssler (1947–2016). Diese betrieb es bis zu ihrem Tode weiter, seit 1992 zusammen mit Peter Doppelfeld. Die beiden Theaterleute traten zusammen auch unter dem Namen «Theater Total» auf. 1993 wurde das Theater von Zbigniew Stok's Kammertheater in Theater Stok umbenannt.
Neben dem Theater am Hirschengraben existiert auch das Theatermuseum (682342 / 249160) am Sihlquai 252, in einer ehemaligen Fabrikantenvilla am Ufer der Limmat. Dort liegen auch die Verwaltungsräumlichkeiten des Theaters Stok.
Erica Hänssler starb am 1. Januar 2016. Seitdem wird das Theater von Peter Doppelfeld als Gesamtleiter geführt.

## Theaterbetrieb
Weil das Theater Stok kein eigenes Ensemble mehr hat, wird in der Regel pro Jahr nur noch eine Eigenproduktion gezeigt. Auch die kürzeren Spielperioden trugen dazu bei. Dafür steht die Bühne des Theaters Stok anderen Künstlern offen. So führte die Shake Company in den Neunzigerjahren des letzten Jahrhunderts ihre Produktionen im Stok auf. Seit dem Jahr 2000 ist die Oper im Knopfloch jährlich mit ihrer Produktion zu Gast im Theater Stok.
Das Kleintheater kann wochenweise gemietet werden; vier Auftritte pro Woche sind Pflicht. Dieses Konzept soll dazu beitragen, kleinen Produktionen und freien Künstlern Auftrittsmöglichkeiten zu bieten.

## Produktionen
Aufgrund der Fülle der Gastspiele werden nur die Eigenproduktionen vollständig erwähnt.
Eigenproduktionen
- 1970: «Zwei auf der Schaukel», «Farbenstück», «Das Missverständnis», «Das Pflichtmandat»
- 1971: «Schuld und Sühne», «Was kostet das Eisen», «Lyssistrati»
- 1972: «So eine Liebe», «Das Kerbelgericht», «Tabu», «Geliebter Gleichgültiger», «Geschlossene Gesellschaft», «Mungnog-Kinder», «Zellengeflüster»
- 1973: «Verzerrt/Verkehrt», «Die Glasmenagerie», «Ratten, Ratten und The Indian wants to go…», «Die Nonnen»
- 1974: «Wundersame Nacht und Striptease», «Ionescisch», «Die Gläubiger»
- 1975: «Der Kinder Segen», «Die Nacht der Puppen», «Trommle die Leute aus dem Schlaf»
- 1976: «Ritter, Tod und Teufel», «Glückliche Tage», «Hallo und Adieu»
- 1977: «Heiterkeit in Dur und Moll»
- 1978: «Ketzerbrevier», «Auftritt Dona Margarida»
- 1979: «Die Stühle», «Remeaus Neffe», «Galgenberg», «Damals/Schritte»
- 1980: Retrospektive 10 Jahre Kammertheater Stok
- 1981: «Van Gogh», «Engel und Puppen»
- 1982: «Panoptikum»
- 1983: «Hier steh ich», «Käfig sucht Vogel»
- 1984: «Hui und Pfui»
- 1985: «Ansichten eines Clowns»
- 1986: «Maskierte Liebe», «Die Rättin»
- 1987: «Ringelnatz-Tingelplatz», «Ohren für Unerhörtes»
- 1988: «An und Pfirsich», «Es war Blutschande»
- 1989: «Vertikal», «Sexquisit»
- 1990: Retrospektive 20 Jahre Kammertheater Stok
- 1991: «Nicht lange gefackelt»
- 1992: Renovation des Theaters, Spielbeginn als Theater Stok mit «Eröffnung mit der Chronik des Hauses und des Theaters am Hirschengraben 42», «Blaue Stunde»
- 1993: «Das Märchen vom letzten Gedanken»
- 1994: «Teufelsgeschichten», «Schwarzsehen und weissagen», «Musenkuss und Narrentraum»
- 1995: «25 Jahre THEATER STOK»
- 1996: «Die Tante winkt…», «Leben und Werk von Wilhelm Busch»
- 1997: «anderswie von anderwo», «Leben und Werk von Günter Anders»
- 1998: «Das Herz», «Eselsohr & Hirsekorn»
- 1999: «Maaday Kara»
- 2000: «30 Jahre THEATER STOK», «Neues vom Olymp»
- 2001: «Theater nichts als Theater Maskeraden und Balladen Masken und Mimen»
- 2002: «Wir feiern die dentale Zahl», «Tabula rasa»
- 2003: «Im Reich des schwimmenden Kaiseres», «Schubkarre und Sternschnuppe»
- 2004: «Das Sonderbare und Wunderbare»
- 2005: «Karneval der Logik», «Der Seiltänzer»
- 2006: «Hotel Eden»
- 2007: «Theatertagebuch»
- 2008: «Die unendliche Fahrt»
- 2009: «Das Sonderbare und Wunderbare»
- 2010: «40 Jahre THEATER STOK», «Ann Eliza Reed», «Das Theater – ein Traum»
- 2011: «41 Jahre THEATER STOK», «Die Erfindung der Null»
- 2012: «Pandora», «Monkey»
- 2013: «43 Jahre THEATER STOK»

## Finanzierung
Die Hauptstütze der Finanzierung sind die Einnahmen aus den Vermietungen für Gastspiele und den Eigenproduktionen. Dazu gibt es seit 1983 eine Subvention der Stadt Zürich, die allerdings schwankt (für die Periode 2012–2015 beträgt sie 33'000 Franken). Ein weiterer wichtiger Beitrag ist der zusätzlich gewährte Mieterlass. Der Eigenfinanzierungsanteil betrug 2012 rund 65 %, und die Subvention umgerechnet pro Eintritt 3.20 Franken (bei einem durchschnittlichen Eintrittspreis von 30 Franken). Im Jahr 2012 fanden 183 Vorstellungen mit insgesamt 10’690 Besuchern statt, was einer durchschnittlichen Besucheranzahl von 58 je Vorstellung bzw. 83 % entspricht.
Die Stadt Zürich will nun ihre Subventionen streichen, was die Schließung des Theaters zur Folge hätte. Das "Theater Stok" versucht nun, genügend öffentlichen Widerstand zu organisieren, um dies zu verhindern. Es hat zu diesem Zweck eine Online-Petition gestartet.

## Auszeichnungen
- Anerkennungspreis des Kantons Zürich